# Léon-Vital Mallette
Pour l’article homonyme, voir Mallette.
Joseph-Léon-Vital Mallette (16 septembre 1888-17 avril 1939) est un meunier, secrétaire-trésorier et homme politique fédéral et municipal du Québec. Il fut maire de Pointe-Claire.

## Biographie
Né à Pointe-Claire dans la région de Montréal, il entame une carrière publique en servant comme échevin de sa ville natale de 1915 à 1917 et de 1922 à 1923. Il est également maire de cette localité de 1923 à 1925 et de 1925 à 1927.
Élu député du Parti libéral du Canada dans la circonscription fédérale de Jacques-Cartier en 1935, il est mort en fonction en 1939 après s'être effondré alors qu'il traversait une rue de Montréal.
Lors d'une intervention à la Chambre des communes concernant la rébellion des Patriotes à laquelle a participé son grand-père, il fustige le premier ministre William Lyon Mackenzie King pour avoir ignoré le centenaire de la rébellion.